# Zaire (provincie)
Zaire is de noordelijkst gelegen kustprovincie van Angola als de exclave Cabinda niet wordt meegerekend. De provincie wordt in het noorden gescheiden van deze exclave door buurland de Democratische Republiek Congo. De provinciehoofdplaats is M'banza-Kongo.

## Gemeenten
- Soyo
- Tomboco
- N'Zeto
- Noqui
- M'banza-Kongo
- Cuimba

## Economie
In de provincie Zaire worden cassave, koffie, citrusvruchten, grondnoten, aardappelen, cashewnoten, bananen, massambala, palmolie en wonderolie verbouwd.
Onderwerp van mijnbouw in de regio zijn aardolie, ijzer, fosfaten, lood, zink en asfalt. Andere bronnen van inkomsten zijn de productie van bouwmaterialen en de visvangst.